# Храм Диких Гусей
«Храм Диких Гусей» (яп. 雁の寺, ган но тэра; англ. The Temple of the Wild Geese) — чёрно-белый (с цветными вставками) фильм-драма, поставленный режиссёром Юдзо Кавасимой, и вышедший на экраны в 1962 году. Кинолента является экранизацией одноимённого романа Цутому Мидзуками. Фильм был выдвинут на соискание кинопремии «Кинэма Дзюмпо», однако по результатам голосования  занял лишь 15 место.

## Сюжет
После смерти известного художника Нангаку Кисимото, нарисовавшего и передавшего в дар храму Кохо чудесные панно с изображением диких гусей, его молодую и красивую наложницу Сатоко берёт под своё покровительство священник Дзикай Китами. При храме также живёт прислуживающий юноша Дзинэн. Драматичная история этих троих и лежит в центре повествования фильма. Дзинэн, был взят настоятелем храма из бедной семьи плотника, куда в своё время этот юноша был подкинут нищенкой. Младенца тогда так и нарекли Сутэкити (что в переводе с японского – подкидыш). Несчастный юноша всегда стыдился своего прошлого. Сатоко пожалела Дзинэна и вступила с ним в тайную любовную связь. В конце концов любовный треугольник приводит к жестокому финалу: озлобленный юноша убивает настоятеля храма.

## В ролях
- Аяко Вакао — Сатоко
- Масао Мисима — Дзикай Китами
- Куниити Таками — Дзинэн (Сутэкити)
- Исао Кимура — Дзикудо Уда, учитель
- Гандзиро Накамура — Нангаку Кисимото, художник
- Кю Садзанка — Сэссю Фудзимото
- Минэко Ёродзуё — Тацу Кирихара
- Рёко Камо — Масуми Фудзимото
- Сёити Одзава — Хоицу Таками
- Ко Нисимура — Мокуро Хонда
- Синобу Араки — Докусэки Сугимото
- Коити Кацураги — Тикухо Мацуяма

## Премьеры
- — 21 января 1962 года состоялась национальная премьера фильма в Токио[1]

## Награды и номинации
Фильм номинировался на кинопремию журнала "Кинэма Дзюмпо", однако по результатам голосования занял лишь 15 место.